# Абакаров, Абубакр Исламбекович
Абубакр Исламбекович Абакаров (род. 28 января 1999, Хасавюрт, Дагестан) — азербайджанский борец вольного стиля российского происхождения, мастер спорта России международного класса, член национальной сборной Азербайджана по вольной борьбе, бронзовый призёр чемпионата мира 2021 года и чемпионата Европы 2023 года, серебряный призёр чемпионата Европы 2022 года.

## Биография
Чеченец. Родился и вырос в Хасавюрте. Воспитанник хасавюртовской школы имени Шамиля Умаханова. Занимается у Зелимхана Хусейнова.
С 2016 года представляет сборную команду Азербайджана. Становился победителем первенства мира среди кадетов 2016 года. В сентябре 2018 года на первенстве мира в Словакии, уступив в финале спортсмену из США, стал серебряным призёром. В октябре 2018 года в возрасте 19 лет был заявлен на взрослый чемпионат мира, который проходил в Будапеште. Там, выиграв две первые схватки, уступил на стадии 1/4 финала спортсмену из Грузии, а в поединке за бронзовую медаль уступил спортсмену из Узбекистана, и остался за чертой призёров.. В июне 2019 года стал победителем первенства Европы среди юниоров в Испании.
В августе 2019 года в Эстонии стал бронзовым призёром первенства мира среди юниоров. В октябре 2019 года в Якутске на турнире имени Дмитрия Коркина стал серебряным призёром, уступив в финале спортсмену из России. Так же в октябре 2019 в Венгрии вышел в финал чемпионата мира U23, а в финальном поединке ведя в счёте, проиграл попавшись на лопатки спортсмену из Грузии, тем самым став серебряным призёром чемпионата мира. В начале 2020 года стал чемпионом Азербайджана по вольной борьбе в весовой категории до 79 килограммов.
В январе 2020 года в турецком Стамбуле на турнире памяти Яшара Догу стал чемпионом в весовой категории до 79 килограммов, выиграв все свои поединки досрочно. В феврале 2020 года выступал на Чемпионате Европы в Риме в весовой категории до 86 килограммов, где на стадии 1/8 финала уступил спортсмену из России, далее в поединке за бронзовую медаль уступил спортсмену из Болгарии, тем самым остался за чертой призёров.
В 2021 году на чемпионате мира, который проходил в октябре в норвежской столице, стал бронзовым призёром в весовой категории до 86 кг. В полуфинале уступил американскому борцу Дэвиду Тейлору.
В марте 2022 года в Пловдиве стал чемпионом Европы среди борцов до 23 лет.
На мемориале Вацлава Зилковски по вольной борьбе, прошедшем в Варшаве (Польша) с 21 по 24 июня 2024 года, завоевал золотую медаль.

## Спортивные результаты
- Чемпионат мира среди кадетов 2016 — ;
- Чемпионат Европы среди кадетов 2016 — ;
- Чемпионат Азербайджана 2016 — ;
- Чемпионат мира среди юниоров 2018 — ;
- Чемпионат мира по борьбе 2018 — 8;
- Чемпионат Европы среди юниоров 2019 — ;
- Чемпионат мира среди юниоров 2019 — ;
- Гран-При Дмитрий Коркин 2019 — ;
- Чемпионат мира U23 2019 — ;
- Чемпионат Азербайджана 2019 — ;
- Международный турнир памяти Яшар Догу 2020 — ;
- Чемпионат Европы по борьбе 2020 — 8;
- Гран-При Анри Деглана 2021 - ;
- Чемпионат мира по борьбе 2021 — ;
- Чемпионат Европы по борьбе 2022 — ;

## Личная жизнь
Является студентом юридического факультета Дагестанского государственного университета.